# س. تي س. وول
س. تي س. وول (بالإنجليزية: C. T. C. Wall)‏ هو رياضياتي بريطاني، ولد في 14 ديسمبر 1936 في برستل في المملكة المتحدة.